# Aigua corrent

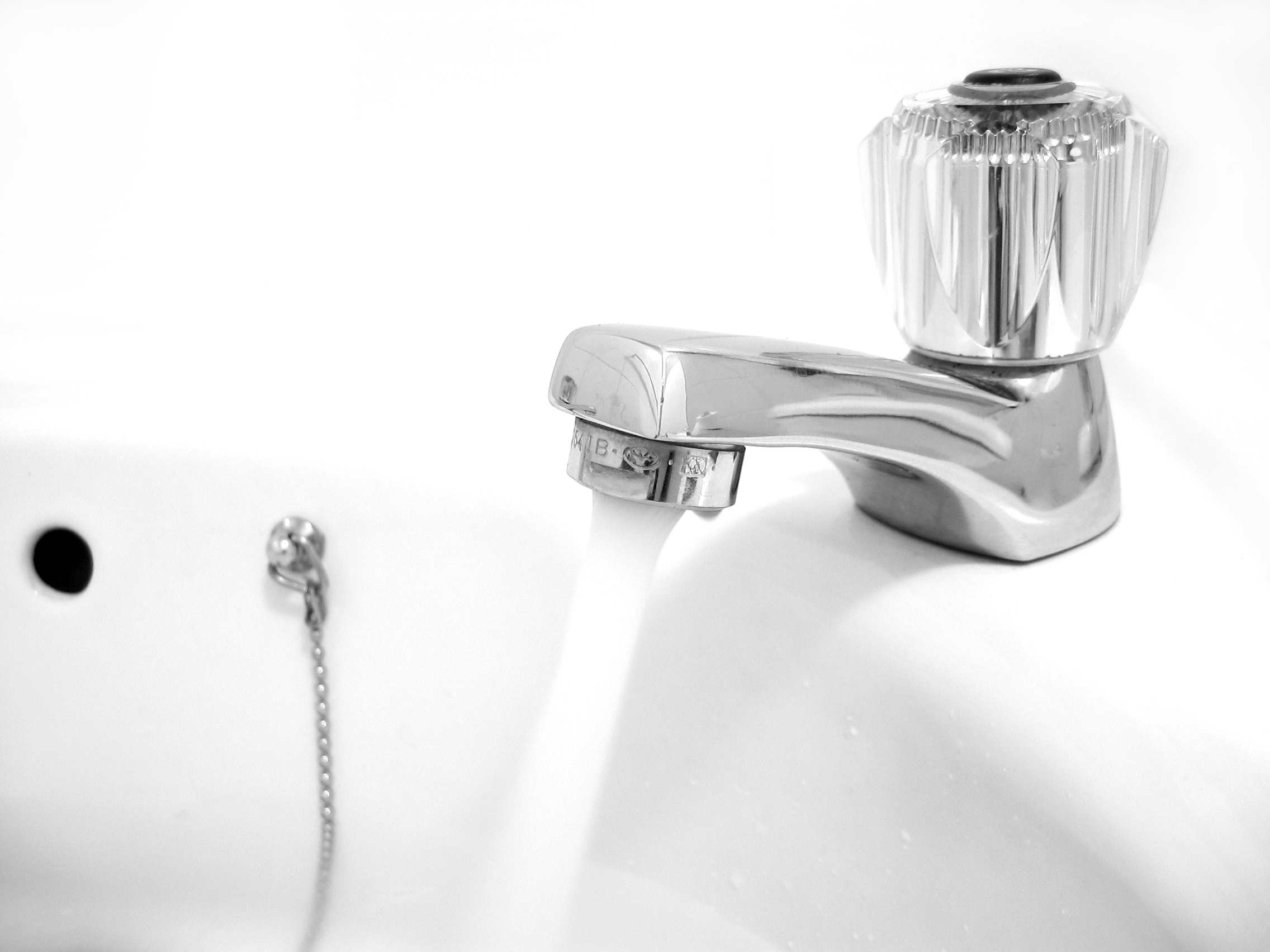
Aigua entubada.

En la majoria dels països desenvolupats l'aigua arriba a les llars mitjançant un sistema de canonada. Aquest servei requereix una infraestructura massiva de captació o extracció, posterior emmagatzematge, purificació i per finalment bombat i distribució a través de canonades fins als punts de consum. El cost de l'aigua entubada és una petita fracció de l'aigua embotellada, de vegades fins i tot d'una mil·lèsima.
El mateix subministrament utilitzat per beure és també utilitzat per rentar, fer córrer el vàter, màquines rentadores de roba i de plats. En alguns llocs s'han fet intents experimentals per introduir aigües grises no potable o aigua de pluja per a aquests usos secundaris.
Les autoritats de salut en diverses regions han utilitzat el subministrament d'aigua pública com a medicina massiva utilitzant la fluoració. Aquest és un tema controvertit en termes de salut, llibertats i drets de l'individu.
La disponibilitat d'aigua entubada neta porta molts beneficis de salut pública. Normalment, la mateixa administració que proveeix l'aigua entubada també és responsable del seu rebuig i tractament abans de la descàrrega d'aigües residuals.

## Ús de l'aigua als Estats Units
D'acord amb un estudi de 1999 de part de la American Water Works Association Research Foundation, els nord-americans beuen més de 100.000 milions de gots d'aigua entubada per dia. El consum per capita diari d'una família típica és de 0.262 m³. La distribució d'ús és la següent: 
- Inodors (banys) - 26,7%
- Rentadores de roba - 21,7%
- Dutxa (regadora) - 16,8%
- Aixetes - 15,7%
- Fuites - 13,7%
- Altres usos domèstics - 2,2%
- Banyera - 1,7%
- Rentaplats - 1,4%